# Nejc Pečnik
Nejc Pečnik (Eslovenia, 3 de enero de 1986), futbolista esloveno. Juega de mediocampista y su actual equipo es el NK Dravograd.

## Selección nacional
Ha sido internacional con la selección de fútbol de Eslovenia, ha jugado 32 partidos internacionales y ha anotado 6 goles.

### Participaciones en Copas del Mundo
| Mundial                        | Sede      | Resultado    |
| ------------------------------ | --------- | ------------ |
| Copa Mundial de Fútbol de 2010 | Sudáfrica | Primera fase |

## Clubes
| Club                           | País            | Año         |
| ------------------------------ | --------------- | ----------- |
| NK Celje                       | Eslovenia       | 2002 - 2009 |
| Sparta de Praga (cedido)       | República Checa | 2008 - 2009 |
| CD Nacional                    | Portugal        | 2009-2012   |
| Krylia Sovetov Samara (cedido) | Rusia           | 2011        |
| Sheffield Wednesday            | Inglaterra      | 2012-2013   |
| Estrella Roja de Belgrado      | Serbia          | 2013-2014   |
| JEF United Chiba               | Japón           | 2015        |
| Omiya Ardija                   | Japón           | 2016-2017   |
| Tochigi SC                     | Japón           | 2017-2018   |
| NK Dravograd                   | Eslovenia       | 2018-       |

## Palmarés

### Campeonatos nacionales
| Título            | Club     | País      | Año  |
| ----------------- | -------- | --------- | ---- |
| Copa de Eslovenia | NK Celje | Eslovenia | 2005 |